# Allerniederung bei Klein Hehlen und Celle
Die Allerniederung bei Klein Hehlen und Celle ist ein Naturschutzgebiet in der niedersächsischen Stadt Celle im Landkreis Celle.

## Allgemeines
Das Naturschutzgebiet mit dem Kennzeichen NSG LÜ 372 ist circa 35,1 Hektar groß. Es ist nahezu vollständig Bestandteil des FFH-Gebietes „Aller (mit Barnbruch), untere Leine, untere Oker“. Im Westen grenzt es an das Naturschutzgebiet „Untere Allerniederung bei Boye“ sowie an eine Teilfläche des Landschaftsschutzgebietes „Auengrünland und Auwälder bei Boye und Klein Hehlen“. Das Gebiet steht seit dem 21. April 2021 unter Naturschutz. Zuständige untere Naturschutzbehörde ist der Landkreis Celle.

## Beschreibung
Das Naturschutzgebiet liegt in der Stadt Celle. Es erstreckt sich vom Allerwehr nördlich der Altstadt bis zur Querung der Aller durch den auch als West-Tangente bezeichneten Wilhelm-Heinichen-Ring. Das Naturschutzgebiet umfasst den Flusslauf der Aller und Teile ihrer Talniederung. Im Osten ist es auf den Nordarm der hier in zwei Arme geteilten Aller beschränkt. In der Niederung der Aller sind schmale Auwaldreste und flussbegleitende Gehölze sowie Grünland zu finden. Entlang der Ufer der Aller sind teilweise Hochstaudenfluren ausgebildet.
Insbesondere oberhalb der Querung durch die Bahnstrecke Hannover–Hamburg ist die unverbaute Niederung der Aller nur sehr schmal. Stellenweise reichen bebaute Flächen bis nah an den Flusslauf heran. Unterhalb der Querung durch die Bahnstrecke weitet sich die Niederung deutlich. Hier sind überwiegend artenarme Grünländer vorherrschend.
Die Aller verläuft im Naturschutzgebiet zum Teil naturnah mit abschnittsweise flutender Wasservegetation. Die Niederung unterliegt dem natürlichen Überflutungsgeschehen. In der Niederung sind Reste von Altgewässern zu finden. Die Auwaldreste sind als Hart- und Weichholzauwald ausgebildet, Grünländer werden überwiegend extensiv als Mähwiese oder Weide genutzt.
Das Naturschutzgebiet ist Lebensraum verschiedener Amphibien wie Grasfrosch, Erdkröte und Teichmolch, verschiedener Libellen wie Grüne Flussjungfer und Grüne Mosaikjungfer sowie Lebensraum und Jagdrevier für Fledermäuse, darunter Großer Abendsegler, Wasserfledermaus, Zwergfledermaus und Braunes Langohr. Das Gebiet ist Wanderkorridor für Fischotter und Biber. Die Aller beherbergt unter anderem die Fischarten Bitterling, Steinbeißer und Schlammpeitzger sowie die Rundmäuler Meer-, Fluss- und Bachneunauge.
Durch das Naturschutzgebiet verlaufen mehrere unbefestigte Wege. In unmittelbarer Nähe zum Allerwehr befinden sich Badestellen innerhalb des Geltungsbereichs der Naturschutzverordnung.